# Мазунина, Валентина Александровна
Валентина Александровна Мазунина (род. 19 апреля 1988, Пермская область, РСФСР, СССР) — российская актриса театра, кино и телевидения. Наиболее известна по комедийным ролям в телесериале «Реальные пацаны», а также в фильмах «Горько!», «Горько! 2», «Самый лучший день» и других.

## Биография
Родилась 19 апреля 1988 года в городе Верещагино Пермского края. 
Отец — Александр Георгиевич Мазунин, железнодорожник. Мать — Альфира Габдулхаевна Мазунина, экономист, работала в администрации Верещагинского муниципального района. Старшая сестра Евгения, врач. В школе занималась русскими народными танцами, в старших классах — в театральной студии.
В 2009 году окончила Пермский государственный институт искусства и культуры (мастерская народного артиста России М. Ю. Скоморохова). По окончании института была принята в труппу Пермского театра юного зрителя, в спектаклях которого играла будучи студенткой. Работала в театре до 2011 года. В 2012 году была занята в спектаклях пермского театра «Сцена-Молот».
Играла в сериале «Реальные пацаны».
С 2012 года живёт и работает в Москве. В 2015 году — ведущая программы «Пятница! News» на телеканале «Пятница!». В 2019 году — участница телевизионной игры «Форт Боярд» на телеканале «СТС». В качестве приглашённой актрисы снялась в нескольких передачах юмористического телевизионного шоу «Comedy Woman».
Снялась в комедиях «Горько!», «Самый лучший день» и многих других фильмах, работает в антрепризных спектаклях.

## Творчество

### Фильмография
- 2010 — 2023 — «Реальные пацаны» — Валя
- 2013 — «Нинкина любовь» — Валя
- 2013 — «Горько!» — Ксюха, девушка Лёши
- 2013 — «Вечная сказка» — сотрудница банка
- 2014 — «Горько! 2» — Ксюха, девушка Лёши
- 2015 — «Самый лучший день» — Анжела, работница на заправке, подруга Оли, жена Валентина
- 2015 — «Петух» (короткометражный) — Аня
- 2016 — «Ну, здравствуй, Оксана Соколова!» (короткометражка) — Оксана Соколова
- 2016 — «Одноклассницы» — Даша
- 2017 — «Одноклассницы: Новый поворот» — Даша
- 2017 — «Ёлки новые» — Галя Прохорова, жена Дениса, сержант полиции
- 2017 — «Везучий случай!» — Лена, жена Гоши
- 2017 — «Аритмия» — девушка с инфарктом
- 2018 — «Ну, здравствуй, Оксана Соколова!» — Оксана Соколова
- 2018 — «Ночная смена» — Лена, одноклассница Макса, менеджер стриптиз-клуба
- 2018 — «Неоконченный бой» — Нюрка
- 2018 — «Ёлки последние» — Галя Прохорова, жена Дениса, сержант полиции
- 2019 — «Я не такой! Я не такая!» — следователь
- 2019 — «Толя-робот» — Люда (Людмила Георгиевна Уткина), сиделка, влюблённая в Толю
- 2019 — «Счастье — это… Часть 2» — секретарь в роддоме
- 2019 — «Нежные листья, ядовитые корни» — эпизод (нет в титрах)
- 2020 — «Иванько» — Анастасия Музынина, преподавательница танцев и тамада
- 2020 — «Реальные пацаны против зомби» — Валя Селиванова
- 2020 — «И привет» (короткометражный)
- 2021 — «Стендап под прикрытием» — Света Артюхова
- 2021 — «Love» — Света, жена Юрия
- 2021 — «По грибы» (короткометражный)
- 2021 — «Старые шишки» — Анатольна
- 2022 — «Оффлайн» — Галина
- 2022 — «Короче, я женюсь!» — таксистка
- 2022 — «Открывай, полиция!» — Лариса
- 2022 — «День слепого Валентина» — Маша
- 2022 — «Булки» — Света
- 2022 — «Капельник» — Мармнка Черепанова, невеста Серёги в Таганроге
- 2022 — «Монастырь» — прихожанка (первая серия)
- 2022 — «Кунгур» (в производстве) — Любаша
- 2023 — «Иван Васильевич меняет всё» — двойник Екатерины II, актриса Щукинского училища
- 2024 — «Обе две» — Валя
- 2024 — «Тур с Иванушками» — Ольга
- 2024 — «Василий» — Наталья
- 2024 — «Операция «Холодно»» — Зинаида
- 2024 — «Ёлки 11»
- 2025 — «Финал»
- 202? — «Краш» — Алевтина

### Видеоклипы
- 2019 — Cream Soda — «Никаких больше вечеринок» — жена рыбака[2]

### Озвучивание
- 2015 — «Дабл трабл» — голос Венеры за кадром

### Антреприза
- «Муж на час» (Оптимистический театр) —
- «Счастливый случай» (Оптимистический театр) — Вера
- «Дуры» (Театральное агентство «Мегаполис») — Таня
- «Мурлин Мурло» или «Все женщины хотят любви» (Оптимистический театр) — Инна
- «Пора по парам» —
- «Будь со мной» —
- «Зигзаг удачи» —

### Пермский академический Театр-Театр, сцена «Молот»
- «Свадьба» — горничная

### Пермский ТЮЗ
- «Весёлый солдат» — Миля
- «Домой» — Танька рыжая
- «Вечер водевилей» — Фёкла Саввишна
- «Предместье» — девушка
- «Охота жить» — школьница
- «Малыш и Карлсон» — Астрид
- «Золочёные лбы» — царская дочь
- «Людвиг четырнадцатый и Тутта Карлссон» — Тутта
- «Как баба-яга сына женила» — Лешечиха